# Francisco Pinto Balsemão

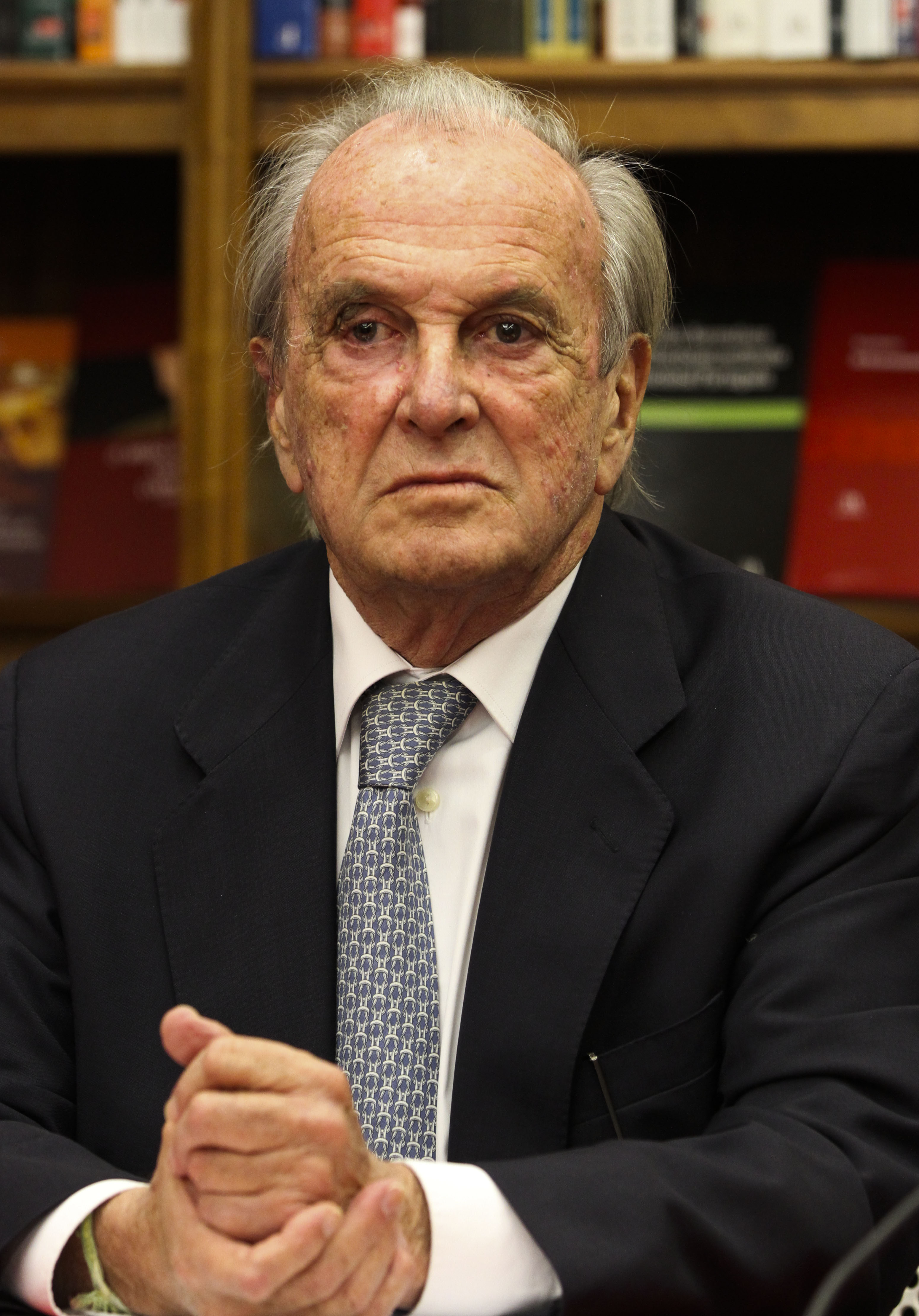
Francisco Pinto Balsemão (2012)

Francisco José Pereira Pinto Balsemãoⓘ (* 1. September 1937 in Lissabon) ist ein portugiesischer Journalist, Geschäftsmann und Politiker (ANP, PSD) der konservativen Strömung. Er war von 1981 bis 1983 Premierminister.

## Leben
Pinto Balsemão studierte Jura an der Universität Lissabon. Nach Abschluss seines Studiums war er als Journalist tätig, 1973 war er ein Mitgründer der Zeitung Expresso in Lissabon, die in der Phase nach der Nelkenrevolution eine wichtige Rolle spielte und die er bis 1980 leitete. Er ist Miteigentümer der portugiesischen Medien-Gruppe Impresa.
Sein politisches Engagement begann Pinto Balsemão noch zu Zeiten des Estado Novo als Parlamentsabgeordneter der damaligen Einheitspartei Nationale Volksaktion (ANP). Innerhalb der ANP gehörte er zusammen mit Francisco Sá Carneiro einer Gruppe Abgeordnete an, die für eine vorsichtige Öffnung und Reformen innerhalb der Diktatur eintraten.
Nach der Nelkenrevolution 1974 gehört er, zusammen mit Sá Carneiro, zu den Mitbegründern der konservativen Demokratischen Volkspartei, die sich kurze Zeit später in Sozialdemokratische Partei umbenannte. Er wurde in die Verfassunggebende Versammlung gewählt und wurde deren Vizepräsident.
Als 1979 ein von den Sozialdemokraten geführtes konservatives Wahlbündnis die Wahlen gewann, und Sá Carneiro Premierminister wurde, trat er als Chef der Kanzlei des Ministerpräsidenten (Ministro Adjunto do Primeiro Ministro) in die Regierung ein. Als Premierminister Sá Carneiro am 4. Dezember 1980 unter bis heute ungeklärten Umständen bei einem Flugzeugabsturz ums Leben kam, wurde Pinto Balsemão am 9. Januar 1981 neuer Premierminister.
Pinto Balsemão führte im Wesentlichen die Politik Sá Carneiros fort, verfügte allerdings nicht über dessen Charisma. Einer der wichtigsten Erfolge seiner Regierung war die Durchsetzung einer Reihe von Verfassungsänderungen, mit denen einige Reformen aus der sozialistischen Phase nach der Nelkenrevolution aus der Verfassung getilgt wurden. So wurde der Revolutionsrat abgeschafft, und die Stellung von Parlament und Regierung gegenüber dem Präsidenten gestärkt.
Das Ende der Regierungszeit Pinto Balsemão war zunehmend von Auseinandersetzungen innerhalb der Regierungskoalition, besonders zwischen Pinto Balsemão und dem Führer der zentristischen Partei Diogo Freitas do Amaral gekennzeichnet. Als die Koalition auseinanderbrach, setzte Präsident Eanes eine vorgezogene Parlamentswahl an. Bei der Wahl am 25. April 1983 wurde die oppositionelle Partido Socialista (PS) stärkste Partei. Der Vorsitzende der PS, Mário Soares, folgte am 9. Juni 1983 Pinto Balsemão im Amt des Premierministers nach.
Balsemão blieb nach der Wahlniederlage seiner Partei zunächst Parteivorsitzender. Da die Sozialisten bei den Wahlen keine absolute Mehrheit der Parlamentssitze erhalten hatten, bildeten Sozialdemokraten und Sozialisten eine große Koalition. Innerhalb der Sozialdemokratischen Partei kam es zu wachsenden Widerständen gegen die als unnatürlich empfundene Koalition mit den Sozialisten und damit auch gegen Balsemão, der diese Koalition unterstützte. 1985 gelang es Aníbal Cavaco Silva, Balsemão auf einem Parteitag der Sozialdemokraten als Parteivorsitzenden zu stürzen. Die Sozialdemokraten verließen daraufhin die Regierung und wurden bei der vorgezogenen Parlamentswahl am 6. Oktober 1985 stärkste Partei. Cavaco Silva wurde Ministerpräsident.
Balsemão wurde bei der Europawahl 1984 in das Europaparlament gewählt.
Balsemão war Mitglied im Steering Committee der Bilderberg-Konferenz.

## Geschäftsmann
Nach dem Tod des Diktators Salazar stieg Balsemão ins Mediengeschäft ein und wurde auch geschäftlich erfolgreich. 1972 gründete er die Wochenzeitung Expresso, die mittlerweile zu einer Referenz in der aktuellen portugiesischen Gesellschaft geworden ist. Er war damals überzeugt, dass trotz der immer noch geltenden Zensur es möglich sein sollte eine Wochenzeitung gehobenen Anspruches herauszubringen. Es war auch gleichzeitig der Start zum Aufbau seiner Medien-Gruppe Impresa. Diese wurde im März 1991 als Holding gegründet und ist inzwischen größter portugiesischer Medienkonzern geworden. Zu ihm gehören der Fernsehsender SIC, die Wochenzeitung Expresso und die Zeitschrift Visão. Ende 2010 tätigt die Impresa einem Umsatz von 271 Mio. Euro. Seit Juni 2000 ist der Konzern an der Börse in Lissabon gelistet.
Francisco Pinto Balsemão ist über seine Mutter ein Ururenkel des brasilianischen Kaisers Peter I. (= Peter IV. von Portugal).

## Ehrungen
- 1983: Großkreuz des portugiesischen Christusordens
- 2006: Großkreuz des Ordens des Infanten Dom Henrique
- 2011: Großkreuz des Ordens der Freiheit